# Pál Bakó
Pál Bakó (ur. 8 czerwca 1946 w Budapeszcie) – węgierski pięcioboista nowoczesny. Srebrny medalista olimpijski z Monachium.
Zawody w 1972 były jego jedynymi igrzyskami olimpijskimi. Indywidualnie zajął piętnaste miejsce, wspólnie z kolegami zajął drugie miejsce w drużynie - partnerowali mu András Balczó i Zsigmond Villányi. Na mistrzostwach świata zdobył złoto w drużynie w 1969, srebro w 1969 oraz brąz w 1977.